# Estakada kolejowa w Strzegomiu
Estakada kolejowa w Strzegomiu – estakada kolejowa oraz położone w jej ciągu wiadukty, na której przeprowadzona jest linia kolejowa nr 302 ze Strzegomia do Marciszowa na odcinku Strzegom Miasto - Grabina Śląska.

## Historia i architektura
Obiekt został wybudowany w 1911, w związku z podniesieniem rangi linii kolejowej 302 (otwartej w 1890) do pierwszorzędnej, co wymagało likwidacji większości skrzyżowań jednopoziomowych z drogami kołowymi. Na estakadę składa się 45 arkad betonowych i trzy wiadukty stalowe. Całość opasuje łagodnym łukiem od wschodu i południa strzegomskie stare miasto. Łuk ten liczy 630 metrów. Nie prowadzą wzdłuż niej żadne ulice - w większości jest wtopiona w zieleń, przechodząc równolegle do murów miejskich.